# Dedo III van Lausitz

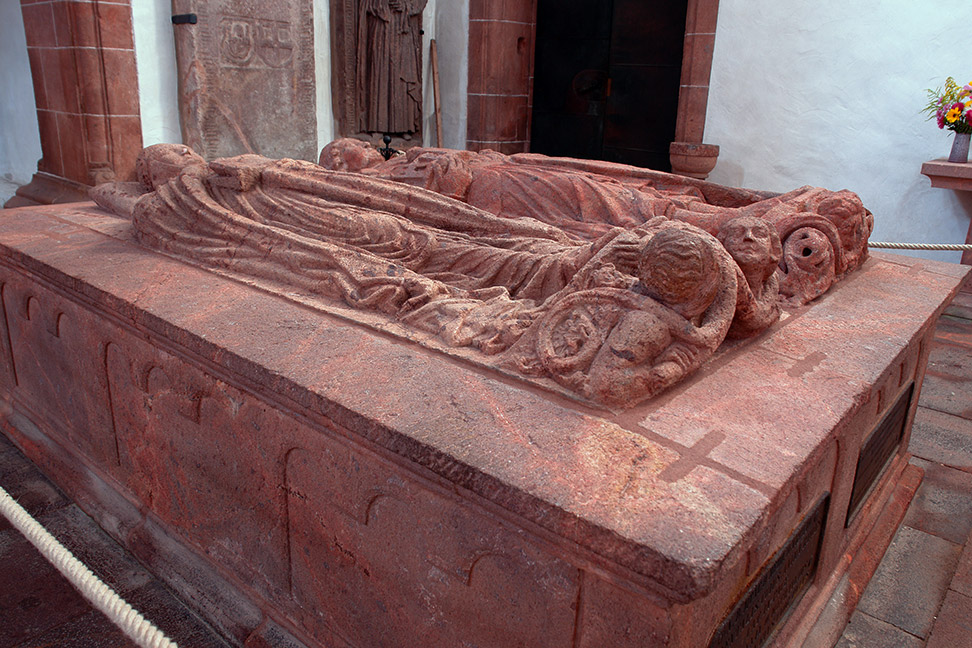
Graf van Dedo en zijn vrouw Mechthild

Dedo III van Lausitz (ca. 1130 – 16 augustus 1190), de Dikke, was markgraaf van Lausitz van 1185 tot zijn dood. Daarnaast was hij graaf van Wettin (als Dedo V), vanaf 1144 kasteelheer van Groitzch, vanaf 1156 graaf van Groitzsch, Rochlitz en voogd van het stift Naumburg, en vanaf 1185 graaf van Landsberg en Eilenburg.

## Leven
Dedo werd geboren als zoon van de markgraaf Koenraad de Grote en Luitgard van Ravenstein. Gedurende zijn leven verwierf hij steeds meer bezittingen door erfenissen. Dedo nam deel aan vijf Italië-campagnes onder leiding van keizer Frederik I Barbarossa. In 1177 was hij getuige voor de keizer bij het tekenen van de Vrede van Venetië met paus Alexander III. in de Meissische successiestrijd koos Dedo samen met zijn zonen partij voor Albrecht de Trotse. Dedo voerde in zijn graafschappen een actieve politiek om kolonisten aan te trekken en woeste gronden te laten ontginnen. Ook stichtte hij een klooster in Wechselburg, mede bedoeld om een familiegraf te bevatten. Na het overlijden van zijn broer Dirk in 1185 erfde hij het markgraafschap Lausitz maar hij kreeg dit leen pas na betaling van 4000 mark aan de keizer. Dedo wilde in 1190 keizer Hendrik VI vergezellen naar Apulië. Zijn overgewicht was echter een ernstige belemmering. Hij besloot een deel van zijn vet te laten wegsnijden maar hij overleed aan de gevolgen van deze ingreep. Hij werd begraven in het klooster van Wechselburg.

## Huwelijk en kinderen
Dedo was getrouwd met Mechtilde van Heinsberg, zij kregen de volgende kinderen:
- Diederik II van Lausitz (vóór 13 september 1159 -  13 juni 1207, begraven in Wechselburg), kanunnik in Zeitz en Maagdenburg, graaf van Groitzsch en Sommerschenburg (1190), voogt van Pegau, graaf van Landsberg. Getrouwd met Jutta, dochter van Lodewijk III van Thüringen en Margaretha van Kleef, erfdochter van Altenwied, Bilstein en Neu-Windeck. Ze kregen twee dochters.
- Filips, proost van Xanten tussen 1182 en 1190
- Gosewijn († 1174)
- Hendrik († 1174)
- Koenraad II van Lausitz
- Agnes (tussen 1160 en 1165 - maart 1195), getrouwd met Berthold IV van Meranië. Zij was de moeder van onder anderen de heilige Hedwig van Andechs, koningin-gemalin van Hongarije Gertrudis van Meranië en koningin-gemalin van Frankrijk Agnes van Meranië